# PSFレコード
PSFレコード（P.S.F. Records）は、アンダーグラウンド・サイケデリック・ミュージック、フォーク・ミュージック、フリー・インプロヴィゼーションを専門とする日本のレコード・レーベル。このレーベルは、生悦住英夫 (1949年-2017年) により東京で設立され、「自分が好きなものだけをリリースし、そのサウンドのいくつかが、より耳の肥えたリスナーにアピールしてくれることを願う」という理念を掲げている。レーベル名は、最初のリリースである1984年のハイ・ライズのレコード『Psychedelic Speed Freaks』にちなんで付けられた。PSFは、東京のレコード店、モダーンミュージック（Modern Music）と、日本語によるアンダーグラウンド・ミュージック・マガジン『G-Modern』と提携してきた。
PSFは、アシッド・マザーズ・テンプル、ハイ・ライズ、メインライナー、ホワイト・ヘヴン、ゴースト、光束夜、高柳昌行、阿部薫、灰野敬二、不失者、浦邊雅祥、友川カズキ、石塚俊明、白石民夫、Aural Fit、そしてシックス・オルガンズ・オブ・アドミッタンスをフィーチャーしたスプリットLPなど、数多くのアーティストたちのレコードをリリースしている。
PSFレコードにフィーチャーされている日本のバンドやミュージシャンたちの音楽は、La Musica、Charnel、Riot Season、Squealer、Fractal、aARCHIVE、Assommerなどのレーベルからもリリースおよび再発されている。